# Ylimmäinen Porijärvi
Ylimmäinen Porijärvi är en sjö i Finland. Den ligger i kommunen Enare i landskapet Lappland, i den norra delen av landet, 1 100 km norr om huvudstaden Helsingfors. Ylimmäinen Porijärvi ligger 115,1 meter över havet. Arean är 62,9 hektar och strandlinjen är 7,11 kilometer lång. Sjön  ingår i Uutuanjokis huvudavrinningsområde.   Den sträcker sig 1,3 kilometer i nord-sydlig riktning, och 1,0 kilometer i öst-västlig riktning.